# 울산광역시교육청

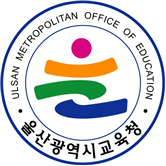
울산광역시교육청 엠블럼

울산광역시교육청(蔚山廣域市敎育廳, Ulsan Metropolitan Office of Education)은 대한민국 울산광역시의 교육에 관한 사무를 담당하는 지방교육행정기관이다.

## 연혁
- 1952년: 울산시교육위원회 설치.
- 1962년: 울산시교육위원회 폐지. 소관 사무는 경상남도청 교육국으로 이관.
- 1964년: 경상남도교육위원회 소속 울산시교육장 및 울주군교육장 설치.
- 1973년ː 울산시교육장으로 통합.
- 1987년ː 울산시교육장과 울주군교육장으로 분리.
- 1995년: 울산시교육장으로 통합.
- 1997년: 울산광역시교육청으로 개편.
- 2004년: 중구 유곡동으로 청사 이전.

## 조직
| \| 국 \| 담당관실·과 \| \| 교육감 산하 하부조직 \| 교육감 산하 하부조직 \| \| ---------------------- \| ------------------------------------------------------------------------------------------------------ \| \| \| - 공보담당관실 - 교육협력담당관실 \| \| 부교육감 산하 하부조직 \| \| \| \| - 정책관실 - 감사관실 - 그린스마트미래학교추진단 \| \| 교육국 \| - 교육혁신과 - 초등교육과 - 중등교육과 - 유아특수교육과 - 미래교육과 - 체육예술건강과 - 민주시민교육과 \| \| 행정국 \| - 총무과 - 재정복지과 - 노사협력과 - 교육시설과 - 안전총괄과 - 교육여건개선과 \| | - 울산광역시교육연구정보원 - 울산광역시교육연수원 - 울산광역시학생교육원 - 울산광역시립도서관 - 울산중부도서관 - 울산남부도서관 - 울산동부도서관 - 울주도서관 - 울산광역시교육수련원 - 울산광역시유아교육진흥원 - 울산과학관 - 울산광역시강북교육지원청 - 울산광역시강남교육지원청 |
| 국 | 담당관실·과 |
| 교육감 산하 하부조직 | |
| | - 공보담당관실 - 교육협력담당관실 |
| 부교육감 산하 하부조직 | |
| | - 정책관실 - 감사관실 - 그린스마트미래학교추진단 |
| 교육국 | - 교육혁신과 - 초등교육과 - 중등교육과 - 유아특수교육과 - 미래교육과 - 체육예술건강과 - 민주시민교육과 |
| 행정국 | - 총무과 - 재정복지과 - 노사협력과 - 교육시설과 - 안전총괄과 - 교육여건개선과 |

## 같이 보기
- 울산광역시교육감
- 울산광역시 부교육감
- 대한민국 교육부
- 울산광역시청
- 울산광역시의회